# Hof van Kamerijk
L'Hof van Kamerijk (Cour de Kamerijk), ou le Palais de Marguerite d'York, est un palais du XVe siècle situé à Malines, en Belgique.
Marguerite d'York s'installe à Malines après la mort de son mari Charles le Téméraire en 1477. Malines est la ville la plus riche du don de sa veuve. Plus tard, le palais est appelé le Keizershof parce qu'il abrite des princes et des princesses et aussi le dernier empereur Charles Quint. 

## Localisation
Le palais est situé au Keizerstraat 3 à Malines, en face du Hof van Savoye.

## Historique
En 1477, la ville de Malines achete une maison patricienne le long de la Keizerstraat à l'évêque Jean VI de Bourgogne et prépare le site pour l'expansion en achetant huit maisons dans la Keizerstraat qui sont démolies. La vente est enregistrée dans le Goedenisboek le 14 novembre. Seul un terrain entre Keizerstraat, Blokstraat, Voldersheergracht et l'enceinte de la ville, propriété de la Sint-Jansparochie, n'est pas acquis par la ville. Marguerite d'York fait agrandir considérablement la maison existante de l'évêque. Antoon I Keldermans (nl), maître maçon de la ville, supervise le chantier. Le palais se compose d'une cour d'honneur, d'un jardin, d'une salle du conseil qu'elle avait construite parallèlement à la Keizerstraat, d'écuries, d'un terrain, d'un stand de tir et d'un établissement balnéaire.
Après la mort de Marie de Bourgogne pendant la fauconnerie en 1482, fille de Charles le Téméraire et belle-fille de Marguerite d'York, son fils Philippe Ier le Beau y grandit. Il est également resté ici pendant une courte période après son mariage avec Jeanne la Folle.